# VV Kollum
VV Kollum is een amateurvoetbalvereniging uit Kollum, gemeente Noardeast-Fryslân, provincie Friesland, Nederland. De vereniging werd opgericht in 1942. Het eerste elftal speelt in de Derde klasse zaterdag (2024/25).

## Accommodatie
In de beginperiode van de v.v. Kollum werden de thuiswedstrijden gespeeld op het in 1930 geopende sportpark Oostenstein. Op die plaats is nu de wijk Oliemolen gelegen. Het huidige sportpark Baensein werd in 1967 opengesteld en bevindt zich aan de zuidkant van het dorp. De voetbalclub beschikt tegenwoordig over drie speelvelden en een trainingsveld. De huidige kantine werd opgeleverd in 1992. De accommodatie is in recente jaren verder verbeterd met onder meer de plaatsing van een bescheiden overdekte tribune.sinds 2020 beschikt de voetbalclub ook over een kunstgrasveld.

## Geschiedenis

### Voorlopers van de huidige club
Al in augustus 1907 werd in Kollum een voetbalvereniging opgericht met vijftien leden. Waarschijnlijk heeft deze club niet lang bestaan. Rond 1922 werd een nieuwe poging gewaagd en wederom met weinig succes. Zowel financiën als de morele tegenstand onder de bevolking speelden daarin een rol. In 1925 werd onder de naam K.V.V. De Katten weer een voetbalclub gesticht, meteen gevolgd door een christelijke voetbalvereniging 'Frisia'. De enige competitiedeelname van De Katten in seizoen 1926/27 eindigde met een laatste plaats in de Tweede Klasse B van de FVB district Leeuwarden.
'Hercules' was de naam die in 1930 aan een volgende nieuwe Kollumer voetbalvereniging werd gegeven. In competitieverband speelde het als 'Kollum' en draaide het vijf seizoenen (1933-38) mee in de Derde Klasse van de FVB. Een opmerkelijke uitslag uit die tijd was een 30-0 (!) overwinning op het tweede elftal van de Westereinder Boys.
Vervolgens zat Kollum weer enkele jaren zonder officiële voetbalvereniging, hoewel er wel degelijk wedstrijden werden georganiseerd tegen voetballers uit andere dorpen.

### Beginjaren v.v. Kollum
De definitieve doorbraak van het voetbal in Kollum kwam met de oprichting van de v.v. Kollum op 1 maart 1942. Toen na afloop van de oorlog de voetbalcompetities in Nederland weer werden opgestart schreef Kollum zich met twee elftallen in. Het zondagteam promoveerde in 1947 naar de Tweede Klasse FVB na een tweede plaats achter Harkema Opeinde. Een jaar later behaalden deze beide clubs evenveel punten en moest een beslissingswedstrijd de kampioen aanwijzen. In Buitenpost wonnen de Harkemasters met 3-2 van Kollum. Met twee kampioenschappen en promoties op rij kwam Kollum in 1950 in de Vierde Klasse KNVB terecht. Daarin eindigde het jarenlang in de middenmoot. Het zaterdagelftal werd in 1952 kampioen en promoveerde naar de Eerste Klasse FVB waar het een tweede promotie in successie op één punt misliep.
Voordat het Kollumer zaterdagelftal in 1963 de rangen van de KNVB wist te bereiken was het er al diverse seizoenen dicht bij geweest. Dat gold zeker voor het voorafgaande seizoen toen concurrent 't Fean'58 na protest een verloren wedstrijd mocht overspelen en met winst de titel pakte met één punt verschil. Hoewel Friese Boys in het volgend jaar kampioen werd, verdiende Kollum als nummer twee (na beslissingswedstrijden tegen Leeuwarden) een plaats in de nacompetitie. Na winstpartijen van 5-3 en 4-2 tegen Nijland zette Kollum eindelijk de stap omhoog.

### Roerig seizoen 1963/64
Het debuut in de Vierde Klasse KNVB was voor het zaterdagelftal van Kollum verdienstelijk en had een groot succes kunnen worden. Het begon met drie keer winst maar Kollum strandde uiteindelijk op twee punten van Workum en Friese Boys. Het was echter op allerlei manieren punten kwijtgespeeld. Zo was de uitwedstrijd tegen VVI na 55 minuten bij de stand 3-3 gestaakt vanwege dichte mist. Door een misverstand over het aanvangstijdstip kwamen de Kollumers drie kwartier te laat opdagen. De wedstrijd werd later niet meer uitgespeeld. Ook de thuiswedstrijd tegen VVI kreeg een staartje. Kollum won de wedstrijd met 2-1 maar VVI diende een protest in omdat een doelpunt van de gasten ten onrechte wegens buitenspel zou zijn afgekeurd. Dit protest werd toegewezen waardoor de uitslag 2-2 werd.
Twee winstpunten in mindering was de straf die de KNVB uitdeelde nadat de Kollumers waren vergeten dat thuiswedstrijden van 't Fean'58 altijd eerder beginnen dan elders en ze opnieuw veel te laat op het veld verschenen. De wedstrijd werd pas vier weken later gespeeld en ook nog eens verloren.
De thuiswedstrijd tegen Friese Boys eindigde in 1-1 én een escalatie. Het meegekomen publiek uit het naburige Kollumerzwaag misdroeg zich dusdanig dat de scheidsrechter onder politiegeleide moest vluchten op zoek naar een veilige plaats.

### Zaterdagvoetbal krijgt de overhand
Eén seizoen speelde een Kollumer eerste elftal op het één-na-hoogste niveau en dat was in 1969/70 na een kampioenschap en promotie naar de Derde Klasse in het seizoen ervoor. De Eerste Klasse KNVB van het zaterdagvoetbal werd namelijk pas in 1970 ingevoerd. Vier seizoenen lang behaalde Kollum net voldoende punten voor handhaving maar in het vijfde bleek degradatie onvermijdelijk.
Het Kollumer zondagvoetbal was toen al in verval geraakt. In 1963 speelde het zondagelftal nog nacompetitie om promotie maar in 1968, na achttien seizoenen Vierde Klasse KNVB, degradeerde het naar de FVB. Een jaar later moest men al meteen nog een klasse omlaag. Het lukte in 1977 niet meer om een zondagelftal voor de competitie in te schrijven. Kollum zou voortaan alleen op zaterdag voetballen.

### Af en toe een klasse hoger
De eerste kans om voor een tweede maal de Derde Klasse te bereiken kwam in 1982. Met een voorsprong van twee punten op Grijpskerk en VEV'67 had Kollum op de laatste competitiedag genoeg aan een gelijkspel om de titel op te eisen. In de thuiswedstrijd tegen concurrent VEV'67 leed Kollum echter de enige thuisnederlaag van het seizoen en zo kwam het tot beslissingswedstrijden. Kollum en Grijpskerk wonnen allebei van VEV'67 en zouden onderling de strijd beslissen. Op eigen terrein kwam Kollum terug van een 1-0 achterstand maar de winnende treffer bleef uit. Strafschoppen brachten een beslissing in het voordeel van Grijpskerk.
Drie seizoenen degradatievoetbal (waaronder beslissingswedstrijden tegen drie concurrenten in 1984) werden gevolgd door een nieuwe opleving. In een seizoen met tot drie keer toe een gestaakte wedstrijd kon Kollum op de slotdag na een gelijkspel in Opende het kampioensfeest vieren.
De start in de Derde Klasse was uitstekend want na zes wedstrijden stond Kollum bovenaan met één doelpunt voorsprong op het roemruchte Harkemase Boys. Daarna kwam de klad er in, zodanig zelfs dat het tot degradatie kwam.
Drie jaar later profiteerde Kollum meteen van de introductie van de periodekampioenschappen door de tweede periodetitel binnen te slepen. Op het neutrale terrein van Harkema Opeinde kwam Kollum van een 1-0 achterstand terug om met 4-1 te winnen van Opende. Wederom in Harkema trof Kollum vervolgens Sleat en weer moest een achterstand worden goedgemaakt. Na een reguliere 1-1 trok Kollum de score in de extra tijd op naar 3-1 en daarmee was promotie een feit.
Het verblijf in de Derde Klasse bleef opnieuw beperkt tot één jaar. In een Drents-Groningse competitie kwam Kollum er niet aan te pas en de oranjehemden moesten enkele grote nederlagen slikken.
Mede dankzij een reeks van zeven wedstrijden zonder tegendoelpunt greep Kollum in seizoen 1991/92 nog eens de tweede periode. In de nacompetitie bleken Zwaagwesteinde en Holwerd te sterk. Twee jaar daarop was Kollum weer present in de nacompetitie. Met 5-1 winst bij Anjum en een 4-3 zege op Friese Boys plaatste Kollum zich voor een finalewedstrijd tegen De Wâlde uit Elahuizen. In Gorredijk stond Kollum vijf minuten voor tijd nog op achterstand maar op de valreep werd een 3-2 winst behaald en een plaats in Derde Klasse.
De meest opvallende uitslag in het nieuwe seizoen was een 8-6 nederlaag te Aduard. Via beslissingswedstrijden tegen Lycurgus (0-0) en Zeerobben (3-2 winst) wist Kollum zich na 22 jaar, al was het nipt, weer eens op dit niveau te handhaven.

### Sportieve terugslag met lichtpunt in 2000
Een zwaar seizoen met enkele flinke nederlagen deed Kollum stijf onderaan eindigen in 1995/96. Door een herstructurering van het zaterdagamateurvoetbal schoven de benamingen van de klassen op waardoor Kollum in de Derde Klasse 'bleef'. De slechte reeks verlengde zich tot achttien wedstrijden zonder winst en pas na twee jaar weer eens een uitzege. Met winst in de laatste twee competitieduels wist Kollum op het nippertje een beslissingswedstrijd tegen Rijperkerk af te dwingen. In Veenwouden werd het 2-2 waarna Rijperkerk nog eens trefzeker was in de verlenging. Met de tweede degradatie op rij viel Kollum terug naar een niveau waarop in 1963 voor het laatst was gespeeld. Een snelle revanche was gewenst en die kwam er. Op de voorlaatste speeldag volstond een gelijkspel bij De Wilper Boys en met twee Kollumer doelpunten in de laatste vijf minuten werd het 3-3.
Na eens een jaartje in de middenmoot kende het aansluitende seizoen 1999/2000 een spectaculair slot. Een in eerste instantie tegenvallende jaargang werd gecompenseerd door goede resultaten in de eindfase met als resultaat de derde periodetitel (na winst in een beslissingswedstrijd in Grijpskerk tegen Paddepoel). De nacompetitie begon met een dubbele ontmoeting met Zeerobben. In Kollum werd het 2-2, in Harlingen werd wegens onweer gestaakt bij een ruststand van 1-0. Enkele dagen later boog Kollum in de extra tijd de achterstand spectaculair om in een 2-1 zege. Het winnende doelpunt was een hoekschop die in één keer binnenviel, zoals in de heenwedstrijd ook al was gebeurd. De volgende opponent was QVC en na een 2-2 in Stavoren kwam deze ploeg in Kollum met 2-0 voor. Opnieuw zette Kollum een wedstrijd op zijn kop door er in de laatste twintig minuten alsnog een 3-2 winst van te maken.
De finalewedstrijd in Beetsterzwaag bleek net te veel van het goede en Workum won met 2-0.
Een moeizaam seizoen 2000/01 werd afgesloten met degradatie. Een vlotte terugkeer naar de Derde Klasse leek even dichtbij toen weer eens de nacompetitie werd bereikt. Daarin bleek Kollum niet opgewassen tegen SVM (5-3 en 1-5 verlies).
Een sportief dieptepunt kwam in 2004 toen degradatie naar de Vijfde Klasse een reëel gevaar was geworden. Pas op de laatste speeldag werd handhaving bereikt. Dit scenario herhaalde zich in 2006. Tussendoor behaalde Kollum wel een tweede plaats en nacompetitie waarin FC Wolvega de betere was (4-2 verlies en 1-0 winst).

### Naar de Tweede Klasse
Als vaste klant van de nacompetitie slaagden de Kollumers er in 2007 wel in om promotie af te dwingen. Na zeven jaar kreeg Kollum de kans op revanche tegen Workum. Een 2-2 gelijkspel in de uitwedstrijd werd gevolgd door een 2-1 thuiszege. Met slechts een negende plaats maar wel de tweede periode op zak mocht Kollum strijden voor een mogelijke tweede promotie op rij. Mulier en Balk werden in dubbele duels verslagen. Op bezoek bij Harkemase Boys verhinderde Be Quick Dokkum (3-1 verlies) een snelle doortocht naar de Tweede Klasse.
In het jaar dat volgde strandde Kollum in de eerste ronde van de nacompetitie tegen Delfstrahuizen (1-0 verlies en 1-1). Door uitbreiding van de amateurcompetities van 12 naar 14 ploegen vanaf 2010 had Kollum in dat jaar genoeg aan een tweede plaats om te promoveren. Zo werd voor het eerst de Tweede Klasse bereikt, hoewel in het verleden in feite al negen seizoenen op minimaal gelijkwaardig niveau was gespeeld. Na een jaar was de stap omhoog alweer tenietgedaan. Met 2-1 winst in een beslissingswedstrijd tegen Zeerobben wendde Kollum directe degradatie nog wel af. Nadat derdeklasser VIOD met 4-0 en 0-3 winstpartijen simpel was overwonnen viel het doek tegen SC Berlikum (2-2 en 1-0 verlies).
Jaargang 2011/12 was in cijfers een van de beste seizoenen ooit van Kollum met 19 keer winst in 26 wedstrijden, 84 doelpunten gescoord en een reeks van 9 aaneengesloten overwinningen.
Terug op het hogere niveau kwamen de Kollumers zowaar tot een positie in de middenmoot. Toch was er voor de zoveelste maal een seizoensverlenging aangezien de derde periode was veroverd. ZFC Zuidlaren was Kollum in de eerste ronde van de nacompetitie de baas (2-4 verlies en 3-3). In 2015 kwam er weer een einde aan het verblijf in de Tweede Klasse.
Na een tweede plaats in 2018 achter 't Fean'58 en winst in de tweede periode kwam Kollum in de nacompetitie dichtbij promotie. Na zeges op Oudehaske (6-2) en ONT (1-4) was SC Veenwouden in de beslissende wedstrijd op eigen veld met 2-1 te sterk. Het volgende seizoen was het Zwaagwesteinde dat met een sterke slotreeks Kollum naar de tweede plaats verwees. Wederom was de tweede periode gewonnen en werd de finalewedstrijd van de nacompetitie bereikt (na 3-1 thuiszeges op Workum en Leovardia). Net als in 1990 slaagde Kollum erin om bij gastheer Harkema Opeinde promotie af te dwingen: Rijperkerk werd met 3-0 verslagen.

## Competitieresultaten

### Zaterdag 1949–2024
| 9 2B |

|  |

|  |

| 1 2D |

| 3 1B |

|  |

| 2 1B |

| 8 1B |

| 3 1B |

| 2 1B |

| 2 1B |

| 2 1B |

| 7 1B |

| 2 1B |

| 2 1B |

| 3 4A |

| 4 4A |

| 4 4A |

| 4 4A |

| 5 4B |

| 1 4B |

| 7 3A |

| 10 3A |

| 9 3A |

| 7 3A |

| 12 3A |

| 5 4B |

| 2 4B |

| 6 4B |

| 6 4B |

| 8 4B |

| 7 4B |

| 9 4B |

| 2 4B |

| 11 4B |

| 8 4B |

| 9 4B |

| 1 4B |

| 11 3A |

| 9 4B |

| 6 4B |

| 4 4B |

| 12 3B |

| 4 4B |

| 3 4B |

| 4 4B |

| 8 3A |

| 12 3A |

| 10 3A |

| 1 4D |

| 8 3B |

| 5 3B |

| 11 3B |

| 4 4B |

| 6 4B |

| 7 4B |

| 2 4B |

| 9 4B |

| 2 4B |

| 9 3B |

| 4 3B |

| 2 3B |

| 12 2I |

| 1 3B |

| 7 2I |

| 9 2I |

| 14 2I |

| 7 3B |

| 6 3B |

| 2 3B |

| 2 3B |

| 9* 2I |

| 5* 2I |

| 2 2I |

| 6 2K |

| 10 2L |

| Tweede klasse | Derde klasse | Vierde klasse | Eerste klasse FVB | Tweede klasse FVB |

*Competitie niet uitgespeeld vanwege de Covid pandemie.

### Zondag 1950–1976
| 1 1? |

| 10 4D |

| 6 4D |

| 3 4D |

| 5 4E |

| 5 4E |

| 4 4E |

| 5 4C |

| 6 4C |

| 4 4C |

| 7 4C |

| 7 4C |

| 4 4C |

| 2 4C |

| 8 4C |

| 7 4C |

| 4 4A |

| 10 4C |

| 11 4A |

| 8 1A |

| 6 2A |

| 4 2A |

| 6 2A |

| 2 2A |

| 4 2A |

| 7 2A |

| 10 2A |

1949/50: Streed met VV Nicator-2 en VV Surhuisterveen om het algemene kampioenschap van de FVB. Op pinkstermaandag 29 mei werd uit met 2-1 gewonnen van Surhuisterveen. Op zondag 4 juni won Surhuisterveen uit met 5-0 van Nicator. Op zaterdag 10 juni werd thuis met 6-1 gewonnen van Nicator en werd algemeen kampioen.
| Vierde klasse | Eerste klasse FVB | Tweede klasse FVB |

In elke staaf van de grafiek staat van boven naar beneden vermeld: 
- Eindnotering

Dit is de positie die de club heeft bereikt in de competitie, zonder eventuele beslissings-, play-off- of nacompetitiewedstrijden die nodig zijn geweest om bijvoorbeeld de kampioen van de competitie te bepalen.
Indien een * achter het getal staat is de notering een tussenstand en kan het zijn dat de notering niet overeenkomt met de uiteindelijke eindstand van de competitie.
Staat er een - dan is het seizoen nog bezig en is er geen definitieve uitslag bekend.
Staat er xx op de positie van de notering, dan heeft de club vroegtijdig de competitie verlaten. Dit kan onder andere komen door terugtrekking van het team, faillissement van de club of door een uitgedeelde straf van de KNVB. In veel gevallen staat elders in het artikel de reden vermeld.
Staat er een ? dan is het resultaat uit het verleden onbekend, en is alleen de competitie of het niveau bekend van dat seizoen.
In de seizoenen 2019/20 en 2020/21 werd wegens de coronacrisis het amateurvoetbal afgebroken. Daardoor kennen deze staven geen eindklassering (middels -- weergegeven).
- Competitieniveau en afdelingsletter of Officiële eindstand Eredivisie
  - Competitieniveau en afdelingsletter

Hierbij geeft het getal het niveau weer, dat ook terug te vinden is in de legenda. De letter is de afdelingsaanduiding en wordt gebruikt wanneer er meer afdelingen zijn op hetzelfde niveau. De afdelingsletter is altijd een hoofdletter en wordt meestal zonder nummer gebruikt.
Voorbeeld: 2F is niveau 2e klasse competitie F.
Het competitieniveau en nummer wordt niet vermeld wanneer er slechts één competitie van dit niveau was.
  - Officiële eindstand Eredivisie (getal staat tussen haakjes vermeld)

Sinds de introductie van play-offwedstrijden voor Europees voetbal na afloop van de reguliere competitie in 2005/06, is de KNVB verplicht een eindstand van de Eredivisie door te geven aan de UEFA aan de hand van deze play-offwedstrijden.
Bij deze eindstand staan clubs die zich hebben gekwalificeerd voor Europees voetbal hoger dan clubs die zich niet wisten te kwalificeren. Indien er geen verschil was tussen de eindnotering en de officiële eindstand, staat dit getal niet vermeld.

- Onderafdeling

Hier staat afgekort de naam van de onderafdeling indien de club in dat jaar in een onderafdeling uitkwam. Tevens staat deze afkorting in de legenda en wordt gelinkt naar het artikel over deze onderafdeling. Deze afkorting wordt alleen vermeld wanneer de club in het verleden in verschillende onderafdelingen heeft gespeeld. Deze vermelding is in de staaf altijd in kleine letters. Deze onderafdelingen zijn na het seizoen 1995/96 afgeschaft. Heeft de club in slechts één onderafdeling gespeeld, dan is dit alleen terug te vinden in de legenda.
Onder de staaf staat het jaartal vermeld waarin het seizoen is afgesloten. 15 verwijst naar het seizoen 2014/15 of eventueel het seizoen 1914/15.
Wanneer een staaf leeg is, zijn deze gegevens niet bekend. Het kan ook zijn dat de club dat seizoen niet heeft meegespeeld op het hogere amateurniveau, vroegtijdig de competitie heeft verlaten of uit de competitie is gezet.

In het seizoen 1944/45 was er wegens de Tweede Wereldoorlog geen regulier competitievoetbal.
VV Anjum · Be Quick Dokkum · FC Birdaard · VV Blija · VV Dokkum · Friese Boys · VV Holwerd · VV Kollum · VV de Lauwers · VV Marrum · VV Oostergo · Ropta Boys · VV Ternaard · VV Wardy · WTOC · Wykels Hallum